# Thaumasia heterogyna
Espèce
Synonymes
- Thaumasia argyrotypa Chamberlin & Ivie, 1936

Thaumasia heterogyna est une espèce d'araignées aranéomorphes de la famille des Pisauridae.

## Distribution
Cette espèce se rencontre du Panama au Brésil.

## Description
La femelle holotype mesure 10,2 mm.
Le mâle décrit par Silva et Carico en 2012 mesure 13,96 mm et la femelle 13,30 mm.

## Publication originale
- Chamberlin & Ivie, 1936 : New spiders from Mexico and Panama. Bulletin of the University of Utah, vol. 27, no 5, p. 1-103.